# Phi Tauri
Phi Tauri (52 Tauri) é uma estrela na direção da constelação de Taurus. Possui uma ascensão reta de 04h 20m 21.23s e uma declinação de +27° 21′ 03.4″. Sua magnitude aparente é igual a 4.97. Considerando sua distância de 342 anos-luz em relação à Terra, sua magnitude absoluta é igual a −0.13. Pertence à classe espectral K1III.